# Mariano Ospina Pérez
Luis Mariano Ospina Pérez (Medellín, 24 de noviembre de 1891-Bogotá, 14 de abril de 1976) fue un ingeniero, empresario, y político colombiano. Fue presidente de Colombia entre el 7 de agosto de 1946 y el 7 de agosto de 1950. Miembro del Partido Conservador Colombiano, del cual fue líder del ala más moderada, siendo cabeza de la facción conocida como ospinopastranismo.  
Como ingeniero llevó los negocios de su poderosa e influyente familia en el sector comercial y propuso reformas al sistema urbanístico colombiano. Su talento para los negocios lo llevaron a ser el primer presidente de la Federación Nacional de Cafeteros, en 1930.    
Ospina llegó a ser presidente de Colombia entre 1946 y 1950, siendo el segundo ingeniero en ocupar el cargo después de su tío, Pedro Nel Ospina. Su abuelo era Mariano Ospina Rodríguez, cofundador del Partido Conservador y expresidente de Colombia. Con amplia trayectoria política, en su gobierno, intentó sin éxito gobernar con ambos partidos. Sobresalió por obras como el Instituto de Seguros Sociales, la privatización del petróleo y la creación de la Flota Mercante Grancolombiana.   
También creó cuatro ministerios: el de Agricultura, el de Comercio e Industria, de Trabajo y el de Higiene. Se presentó el recrudecimiento de La Violencia, con hechos como El Bogotazo, y el tiroteo en el Congreso de la República, entre otros hechos, declarando el Estado de Sitio y adelantando las elecciones presidenciales de 1949. Presidió la creación de la Organización de los Estados Americanos (OEA), días antes de El Bogotazo.
Pese a contar con el apoyo de los comerciantes, pues pertenecía al gremio por herencia familiar y trabajo personal, en un principio su liderazgo en el partido fue débil en comparación con su tío Pedro Nel y su abuelo Mariano Ospina. Esa falta de liderazgo permitió que Gómez tomara las banderas del partido. No fue hasta después del Bogotazo como los roles cambiaron y Ospina se hizo con el apoyo de su partido y el control del mismo.
Fue uno de los impulsores del Golpe de Estado de 1953 que sacó del poder a su rival, Laureano Gómez, que a diferencia suya era de corte ultraderechista. Consumado el golpe, Ospina gobernó tras la sobre del general Gustavo Rojas Pinilla, quien después comenzó a serle contrario, facilitando su derrocamiento en 1957. 
Luego de la caída de Rojas, se enfrascó en una guerra política con el expresidente Gómez por el control del Partido Conservador, oponiéndose al Frente Nacional por serle desfavorable a sus intereses. Sin embargo, tras la muerte de Gómez en 1965, Ospina se alzó como único líder del conservatismo, logrando que su discípulo político ganara las elecciones en 1970, no exento sin embargo de acusaciones de fraude.
Aun en su calidad de expresidente y ya septuagenario, Ospina gozó hasta el último de sus días de una influencia enorme sobre su partido y el gobierno conservador posterior al Frente Nacional. Su línea de pensamiento, más orientada hacia el progresismo moderado se llegó a conocer como ospinismo-pastranismo, que continuó su pupilo Misael Pastrana.

## Biografía
Luis Mariano Ospina Pérez nació en Medellín, el 24 de noviembre de 1891, en un hogar acomodado de empresarios de la ciudad, siendo sus ancestros importantes políticos del Partido Conservador, que de hecho fue cofundado por su abuelo paterno.
Se graduó con los jesuitas en el Colegio San Ignacio de Loyola de Medellín, y más tarde en la Escuela de Minas de Antioquia, donde obtuvo el título de ingeniero de minas en 1914. Fue educado por su padre, el sabio Tulio Ospina Vásquez (quien fundó la Escuela de Minas de Antioquia) y por un pariente lejano suyo por afinidad, el político Carlos Eugenio Restrepo.
Durante dos años viajó por el exterior donde realizó cursos sobre producción de azúcar, economía, relaciones laborales, cooperativismo, producción minera y ferrocarriles, pasando por las universidades de Wisconsin y Luisiana, ambas en Estados Unidos; y en la Universidad de Lieja, en Bélgica.
Tuvo una breve carrera como periodista: En 1909 se convirtió en director del periódico político La Joven Antioquia y en 1912 fue director de publicación universitaria Anales de la Escuela de Minas de Antioquia. Emprendió como financiero y fue miembro de las juntas directivas de la Compañía Naviera Colombiana, la Compañía Ganadera del Magdalena, la Compañía Minera de Colombia, la Sociedad Minera La Caída y Popales y la Sociedad de Explotación de Minas Ensayadas con Taladros.
Al regresar al país, inició contactos con dirigentes del Partido Conservador y se postuló al Concejo de Medellín, del que hizo parte entre 1915 y 1917. En ese año fue elegido diputado de la Asamblea de Antioquia, y dos años después fue designado superintendente del Ferrocarril de ese departamento. En 1921 regresó a la Asamblea de Antioquia, y tras la muerte de su padre ese mismo año, lo sucedió como rector de la Escuela de Minas.

### Hegemonía conservadora
En 1922, año en que su tío Pedro Nel Ospina fue elegido presidente de Colombia, Ospina Pérez ingresó en la política nacional como senador. Anteriormente, había tenido un breve paso por la Cámara de Representantes, en la cual impulsó la creación de la Caja de Crédito Agrario, Industrial y Minero. Si bien no se destacaba como gran orador, ya que por problemas médicos, desde niño no podía levantar su voz, sus conocimientos de la economía y la producción nacional le valieron consideración y ascendiente entre sus colegas. En el Senado fue autor del proyecto que, mediante la ley 68 de 1924, creó el Banco Agrícola Hipotecario.
Luego de un cuatrienio como senador, Ospina apoyó activamente la candidatura presidencial del conservador Miguel Abadía Méndez, quien resultó elegido presidente. En consecuencia Ospina fue designado Ministro de Obras Públicas por el presidente Méndez, pero abandonó el cargo el 17 de mayo de 1927. La estancia de Ospina en el ministerio se conoció coloquialmente como "la buena montada" haciendo alusión al hecho que la vasta experiencia del ingeniero impulsó ese ministerio.
Regresó a Antioquia para volver a ser diputado y presidir la Asamblea entre 1927 y 1928. Abadía nombró a Ospina gobernador de Antioquia en 1929, pero éste rechazó el nombramiento cuando se empezaban a perfilar las candidaturas presidenciales del conservatismo para 1930. Ospina mostró su apoyo a la candidatura del poeta Guillermo Valencia Castillo, pero un conflicto de intereses dentro del partido (incluyendo un antiguo pacto de alternación que implicaba la candidatura de Alfredo Vásquez Cobo) derivó en la pérdida del poder para los azules.

### La segunda república liberal
Entre 1930 y 1934, con la llegada de los liberales al poder de la mano de Enrique Olaya Herrera, Ospina ocupó la gerencia de la Federación Nacional de Cafeteros (que él mismo contribuyó a crear en 1927) y desde ese entonces se convirtió en el Hombre de los Cafeteros en Colombia. Ospina representaba el ala conservadora de los productores, siendo sus competidores directos los liberales de la familia López Medina. 
Durante el gobierno de Alfonso López Pumarejo, sucesor de Olaya, a Ospina se le ofreció ocupar la cartera de economía, pero éste rechazó el ministerio cumpliendo la postura de oposición que adoptó el conservatismo desde 1930, por imposición de Laureano Gómez. López y Gómez, que eran amigos íntimos de varios años, se convirtieron en feroces enemigos y Ospina se adhirió a las posturas laureanistas por sus intereses en el comercio del café, contrario a los intereses de López cuya familia también era productora del grano.
En 1937 se propuso por segunda vez su candidatura presidencial (la primera en 1930 para enfrentar a Olaya) pero no se llegó a postular para las elecciones de 1938, tras la negativa del directorio conservador de presentar candidato alegando falta de garantías. La no postulación del conservatismo llevó a la presidencia al liberal Eduardo Santos Montejo.

### Candidatura presidencial
Pese a que venía siendo opacado dentro de su partido por el liderazgo de Laureano Gómez, su nombre fue designado el 23 de marzo de 1946, para aprovechar la división interna en el Partido Liberal, entre Gabriel Turbay y Jorge Eliécer Gaitán. Así, faltando tres semanas para los comicios, fue proclamado candidato presidencial por el Partido Conservador. En su corta campaña, Ospina promovió un sistema de división del poder entre los partidos tradicionales, al que llamó Unidad Nacional.
Ospina obtuvo el 40.5 % de los votos, imponiéndose sobre Turbay (32.3 %) y Gaitán (27.2 %). Su votación fue inferior a otras candidaturas conservadoras históricas. A pesar de haber perdido contra Ospina, Gaitán salió convertido en el líder del Liberalismo.
Además de vencer a los liberales, tuvo que vencer también el veto electoral conservador que venía imperando desde 1934 e impulsado por Laureano Gómez, en el cual los militantes del partido se habían abstenido a participar de los comicios desde la elección de Alfonso López Pumarejo, y por lo tanto su candidatura estaba en oposición a las políticas del conservatismo.

### Presidencia (1946-1950)

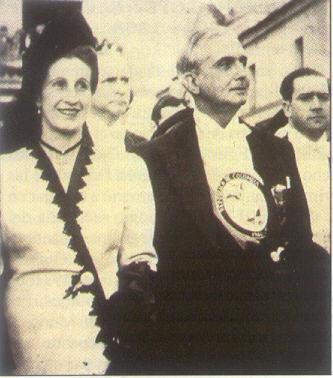
Ospina y su esposa el día de su posesión, 7 de agosto de 1946.

#### Gabinete de ministros
Su gabinete fue uno de los más nutridos de la historia política colombiana, ya que cambió varias veces de jefes de cartera (incluyendo después de El Bogotazo), y suprimió dos ministerioː el de Trabajo, Higiene y Previsión Social, del que se desprendieron el de Higiene y el de Trabajo; y el de Economía Nacional, del que se desprendieron el de Agricultura y Ganadería, y el de Comercio e Industria. Por el pasaron personajes importantes, incluyendo sus sucesores inmediatos. También, cumpliendo con el su pacto de Unidad Nacional, nombró en su gabinete ministros de ambos partidos políticos.

#### Economía
Como consecuencia de las obras hechas para la IX Conferencia Panamericana, en 1948, la inflación en Colombia subió hasta el 17,33% en apenas un mes.

##### Política energética
Bajo su gobierno se creó la Reserva de La Macarena, por medio del Decreto 438 del 22 de febrero de 1949. También supervisó la entrega de las concesiones fluviales sobre el Río Magdalena que poseía la Tropical Oil Company (cuyos obreros recibieron a su gobierno entre huelgas y movilizaciones sindicales), para explotaciones petrolíferas, desde 1921. Con las concesiones de vuelta al país, Ospina creó la Empresa Colombiana de Petróleos, hoy Ecopetrol, resultado de las huelgas obreras de las petroleras, quienes durante El Bogotazo tomaron Barrancabermeja por algunos días. Otras huelgas similares afectaron también a la Concesión Barco, propiedad de los Barcoː Jorge Barco Maldonado y su hijo Virgilio y obligaron a la reversión de la Concesión de Mares. Ecopetrol fue consolidada por el gobierno de Laureano Gómez en 1951.

##### Flota Mercante Grancolombiana
Se constituyó el 8 de junio de 1946, una sociedad mercante internacional con apoyo de los gobiernos de Venezuela y Ecuador. El gobierno colombiano tenía la participación mayoritaria en dicha flota, que fue financiada con dineros del Fondo Nacional Cafetero, de propiedad de la Federación Nacional de Cafeteros de Colombia (Fedecafé). A pesar de que la flota se creó formalmente meses antes de la posesión de Ospina, bajo el primer gobierno de Alberto Lleras Camargo, fue Ospina el encargado de sacar adelante el proyecto.
En 1947 la flota comenzó operaciones gracias a la adquisición de varias naves de la Marina de los Estados Unidos, y llegó a tener tanto prestigio y éxito que incluso fue llevada ante los tribunales estadounidenses en los años 60, porque estaba amenazando el poder estadounidense de la sociedad Grace Line, la mayor transportista naviera en ese momento.

#### Sociedad

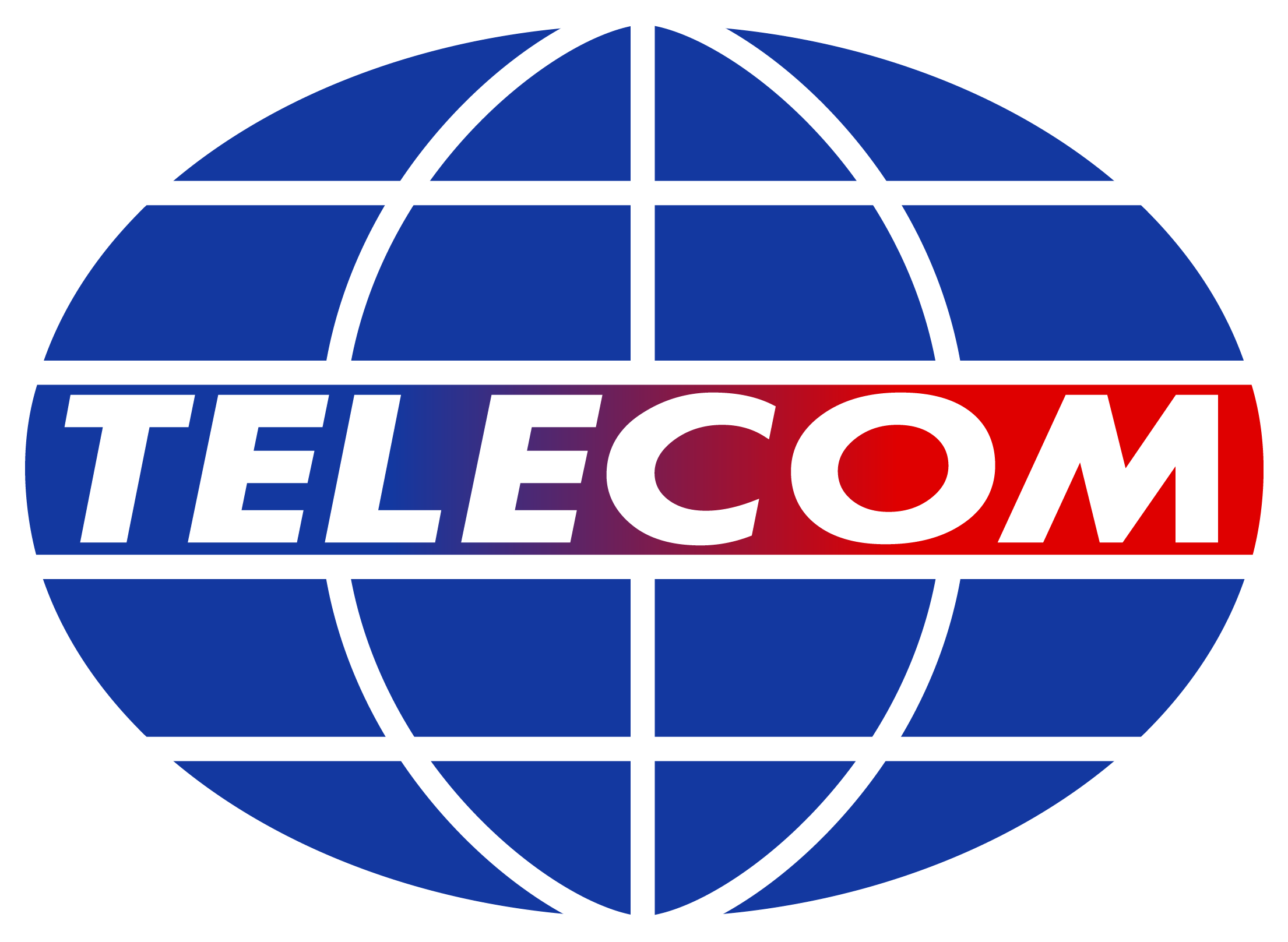
Último logo de Telecom

En diciembre de 1946 Ospina creó, mediante la Ley 90 del mismo año, el Instituto de Seguros Sociales (ISS) que empezó a funcionar en 1949. La institución se encargó de las pensiones y la salud laboral de los colombianos hasta su liquidación en el siglo XXI.
A través del ministerio de comunicaciones, la creación de la Empresa Nacional de Telecomunicaciones (Telecom) una de las empresas más icónicas del país.

##### Reforma electoral de 1949
El 22 de septiembre de 1949, en medio de un clima de violencia generalizada y gracias a una reforma liberal a la que Ospina se opuso en un principio (pero que acabó siendo obligado a aceptar), se adelantaron las elecciones presidenciales (planteadas para junio de 1950).
Laureano Gómez fue proclamado candidato a la presidencia por el conservatismo, recibiendo una mayoría abrumadora tras el retiro de la candidatura del liberal Echandía quien luego de renunciar a la cartera de Gobierno y lanzar su candidatura a mediados de 1949, denunció falta de garantías de seguridad, tras el asesinato de su hermano a manos de un policía en medio de manifestaciones pro-liberales. Más tarde Ospina y Gómez se convirtieron en enemigos políticos, lo que produjo una división interna en el Partido Conservador.
En parte la división se debió a que Ospina planeaba entregarle el poder a un comité bipartidario, aplazando las elecciones por cuatro años, pero no sólo la idea no gustó entre los liberales, que consideraron a Ospina como un dictador, sino que su propio partido estaba más interesado en apoyar a Gómez que a él mismo. En medio del calor de las discusiones, hubo un tiroteo en el Capitolio, el 8 de septiembre de 1949, en el que dos liberales se batieron en un duelo armado, resultado herido uno de ellos (Jorge Soto del Corral) y el otro muerto (Gustavo Jiménez Jiménez).

#### Seguridad y orden público

##### El Bogotazo

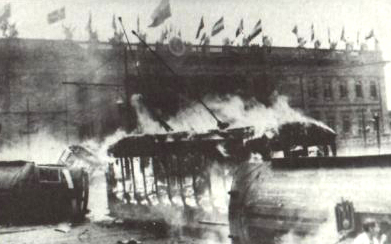
Tranvía en llamas frente al Capitolio durante el Bogotazo

Durante su mandato, aumentaron los ataques contra simpatizantes del Partido Liberal en complicidad con fuerzas del Estado, situación que se agravó el 9 de abril de 1948 con el asesinato de Jorge Eliécer Gaitán, iniciando un periodo de violencia entre simpatizantes de los dos partidos políticos. 
Para la hora de los hechos y según Gabriel García Márquez, Ospina y su esposa estaban de regreso de una feria ganadera en Ubaté, pero al tener el radio de su vehículo apagado, no se percataron del caos sino hasta que llegaron a Bogotá. La delicada situación de orden público obligó a Ospina acelerar sus proyectos de Unidad Nacional, que fracasó poco tiempo después. Ospina decretó estado de sitio en la ciudad, cuando el caos empeoró.
A pesar de que se le exigió la renuncia -su copartidario Gómez sugirió que le entregara el poder a los militares (que habían dejado por unas horas de ser leales al gobierno para unirse a la revuelta popular "nueveabrilista"), y el Partido Liberal le ofreció una salida por medio de Eduardo Santos a quien su partido quería designar como nuevo presidente- Ospina salió fortalecido de la crisis, llegando incluso a opacar a Gómez dentro del Partido Conservador. 
Ospina rechazó la exigencia de renunciar con la frase ː

"Más vale un presidente muerto que un presidente fugitivo"
Mariano Ospina Pérez, 9 de abril de 1948

La frágil Unidad Nacional permitió sin embargo algunos avances para el gobierno, ya que se levantó el estado de sitio en diciembre de 1948 y se decretó una alianza bipartidista para salir de la crisis. Una medida tomada al día siguiente de los sucesos permitió desescalar el conflictoː Ospina destituyó a su ministro de Gobierno para nombrar al liberal Darío Echandía en la cartera y así contentar al partido de Gaitán y a los alzados en armas.

#### Relaciones exteriores

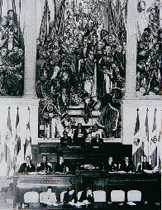
IX Conferencia Panamericana en el Salón Elíptico del Capitolio Nacional frente al mural por Santiago Martínez Delgado.

##### Novena Conferencia Panamericana
Bogotá fue seleccionada en 1938 por la Unión Panamericana para ser la sede de la IX Conferencia Panamericana para 1948, luego de ser aplazada, primero en 1943, y luego en 1947. La conferencia tenía prevista celebrarse entre el 30 de marzo al 2 de mayo de 1948.
Con motivo de la IX Conferencia Panamericana, el canciller Laureano Gómez, dirigió el embellecimiento de Bogotá. Se creó la Avenida de Las Américas (incluyendo el Monumento a las Banderas, que contenía las banderas de los 21 países asistentes al evento) y la renovación de vías y edificios.
La conferencia avanzó sin mayores contratiempos hasta el asesinato el 9 de abril de Jorge Eliecer Gaitán (a quien se le prohibió el ingreso a la sesiones) lo que provocó el caos en la ciudad. Por la seguridad de los agentes diplomáticos, el gobierno y el canciller Gómez llevaron las sesiones al colegio Gimnasio Moderno, algunas calles arriba del Capitolio Nacional (sede principal de las reuniones). Terminadas las sesiones, se firmaron varios documentos importantes como el Pacto de Bogotá, la carta fundacional de la Organización de los Estados Americanos (OEA), el Convenio Económico de Bogotá, y acuerdos de alineación al capitalismo y defensa contra el comunismo soviético, tema incluido en la agenda por el delegado de Estados Unidos, el veterano de la Segunda Guerra Mundial George Marshall.

##### Después del Bogotazo
Según algunos autores de oposición al conservatismo, Ospina se valió de mentiras para justificar los hechos del Bogotazo, ya que afirmó que los destrozos y asesinatos habían sido provocados por un complot internacional de los comunistas que buscaban quitarle el monopolio del petróleo a los Estados Unidos en Colombia. 
Así mismo, rompió relaciones diplomáticas con la URSS el 3 de mayo de 1948, relaciones que estuvieron rotas hasta 1968. De hecho se llegó a saber después que la CIA le informó errónamente a Ospina que en su contra había un complot para derrocarlo dirigido por hombres enviados por Stalin, en febrero de 1948. Sobre el asunto, Ospina afirmóː 

"El comunismo se aprovechó de este dramático instante de la vida nacional (el Bogotazo) para dar el golpe de gracia a la Conferencia Panamericana, lo que equivalía a un ataque mortal a la política de solidaridad del continente”

El ardid del monopolio petrolífero, según esta teoría, lo justificó con las huelgas de los obreros de éste sector, las cuales se agravaron después de los sucesos del Bogotazo. También se atrevió a acusar al político de izquierda venezolano Rómulo Betancur de estar aliado con los liberales colombianos.

#### Controversias
Ospina es reconocido especialmente porque por el Decreto 1839 del 2 de junio de 1948, prohibió la venta de chicha, que era la bebida icónica del pueblo antes de la muerte de Gaitán, argumentando que embrutecía a las masas. Pese a la medida relacionada con el líder liberal, se sabe que este mismo siendo alcalde de Bogotá prohibió a los taxistas usar ruanas.
A pesar de su victoria en las elecciones, Ospina se vio obligado a ceder en varias ocasiones, ya que el Congreso era controlado aún por el Partido Liberal, lo que llevó a roces constantes entre las dos ramas durante todo el gobierno de Ospina. Por un lado, su propio partido estaba dividido entre sus colaboradores y los sectores ultraderechistas adeptos a Laureano Gómez, y por el otro lado la división de los liberales, lo que entorpecieron sus esfuerzos por gobernar bajo la Unidad Nacional. Pese a acercamientos con el sector liberal moderado adepto al expresidente Eduardo Santos, la anhelada paz bipartidista de Ospina fracasó.

##### Cierre del Congreso
Ospina fue objeto de duras críticas por parte del liberalismo, cuya representación mayoritariamente parlamentaria intentó adelantarle un juicio político en el Congreso por los hechos de El Bogotazo. Al enterarse, Ospina decidió cerrar el Congreso a finales de 1949, tomando medidas autoritarias que inauguraron una década de dictadura civil y militar, ya que llegó a acordonar el Capitolio y reformó algunas instituciones políticas. A pesar de todo lo anterior, sus copartidarios lo consideraron un gran líder, capaz de resistir a los ataques liberales. Ospina declaró el estado de sitio, que estuvo vigente hasta 1958.

### Pospresidencia

#### Dictadura militar

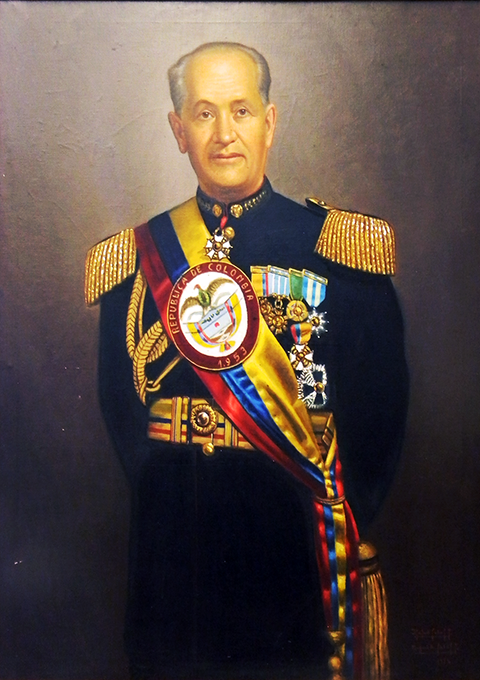
Retrato del General Rojas.

Ospina se convirtió en el jefe del ala moderada del conservatismo y, como tal, se opuso al extremo autoritarismo del presidente Gómez; incluso se había propuesto su reelección en 1952, por lo que iba a postular su candidatura en 1954. La rivalidad con el presidente lo llevó a ser un activo participante del golpe de 1953 que llevó al poder al general Gustavo Rojas Pinilla, su antiguo ministro de Correos y Telégrafos. 
Según estudios recientes, Ospina se asoció con Gilberto Alzate Avendaño, y juntos precipitaron la caída del gobierno de Gómez -quien ejercía el poder a través del designado Roberto Urdaneta- porque Ospína deseaba evitar que la Asamblea Nacional Constituyente de 1951 ratificara la candidatura del ministro de gobierno, Luis Ignacio Andrade, quien era la ficha de Gómez para las elecciones presidenciales de 1954, y con ello mantener su programa de gobierno.
Dos años después del golpe militar, el régimen progresista de Rojas entró en contradicción con sus ideales e intereses, y Ospina le retiró su apoyo. Rojas se vio obligado a dimitir en 1957 (además de las múltiples protestas de varios sectores de la población, incluyendo el propio sector ospinista del conservatismo), y le encargó el poder a un gobierno militar transicional, que estuvo en el poder hasta el 7 de agosto de 1958, cuando los militares reconocieron la victoria electoral del movimiento cívico del Frente Nacional.

#### Frente Nacional
En 1958 se recuperó la civilidad, gracias al pacto gestado en la localidad española de Sitges entre los líderes liberales y conservadores para conformar el sistema de alternación bipartidista conocido como Frente Nacional, que el propio Ospina ayudó a gestar. El pacto fue firmado por Gómez y Alberto Lleras Camargo (quien le entregó el poder a Ospina, luego de que el titular López Pumarejo sufriera un intento de golpe de Estado en 1945). Pese a la unidad bipartidista lograda, Lleras ahondó las divisiones conservadoras al optar alienarse a los postulados laureanistas, que a los moderados postulados alzatistas y ospinistas.
Ofendido por el portazo de Lleras, Ospina luchó por postular una candidatura conservadora ospinista, ya que según el, era lo justo por no haber sido tenido en cuenta en el Pacto de Sitges. Ospina entonces postuló la candidatura del político payanés Guillermo León Valencia, hijo del poeta y dos veces candidato presidencial Guillermo Valencia. Valencia, si bien era un conservador radical al estilo de Laureano Gómez, era del beneplácito de Ospina, ya que se hizo contradictor del gobierno militar, muy a pesar de que su propia hermana, Josefina Valencia, era parte del gabinete de Rojas.
La división entre valencista-ospinistas, laureanistas y leyvistas (ya que el exministro Jorge Leyva Urdaneta -pariente del expresidente Roberto Urdaneta y amigo de Laureano Gómez- decidió lanzar su candidatura disidente porque estaba en desacuerdo con el sistema bipartidista), derivó en que se eligiera la candidatura liberal para el primero turno del Frente Nacional, y Gómez no puso resistencia a tal resultado, mostrándose complaciente con los liberales, con el fin de sabotear la candidatura de los ospinistas.
Por pacto en común acuerdo, el primer candidato del bipartidismo fue el expresidente Lleras; por su parte Mariano Ospina y Guillermo León Valencia se vieron frustrados al ser derrotados y saboteados por el ospinisimo, y porque la diferencia de votos con Leyva Urdaneta era de apenas 50.000 votos. Pero la situación cambió en 1960, cuando los candidatos opositores al frentenacionalismo comenzaron a ser más numerosos que los oficialistas. Ospina, entonces, se alió con Alzate y Leyva para conformar un bloque antilaureanista. Se perfilaba la candidatura de Alzate para 1962, pero su muerte en noviembre de 1960 le dejó el espacio al candidato ospinista.

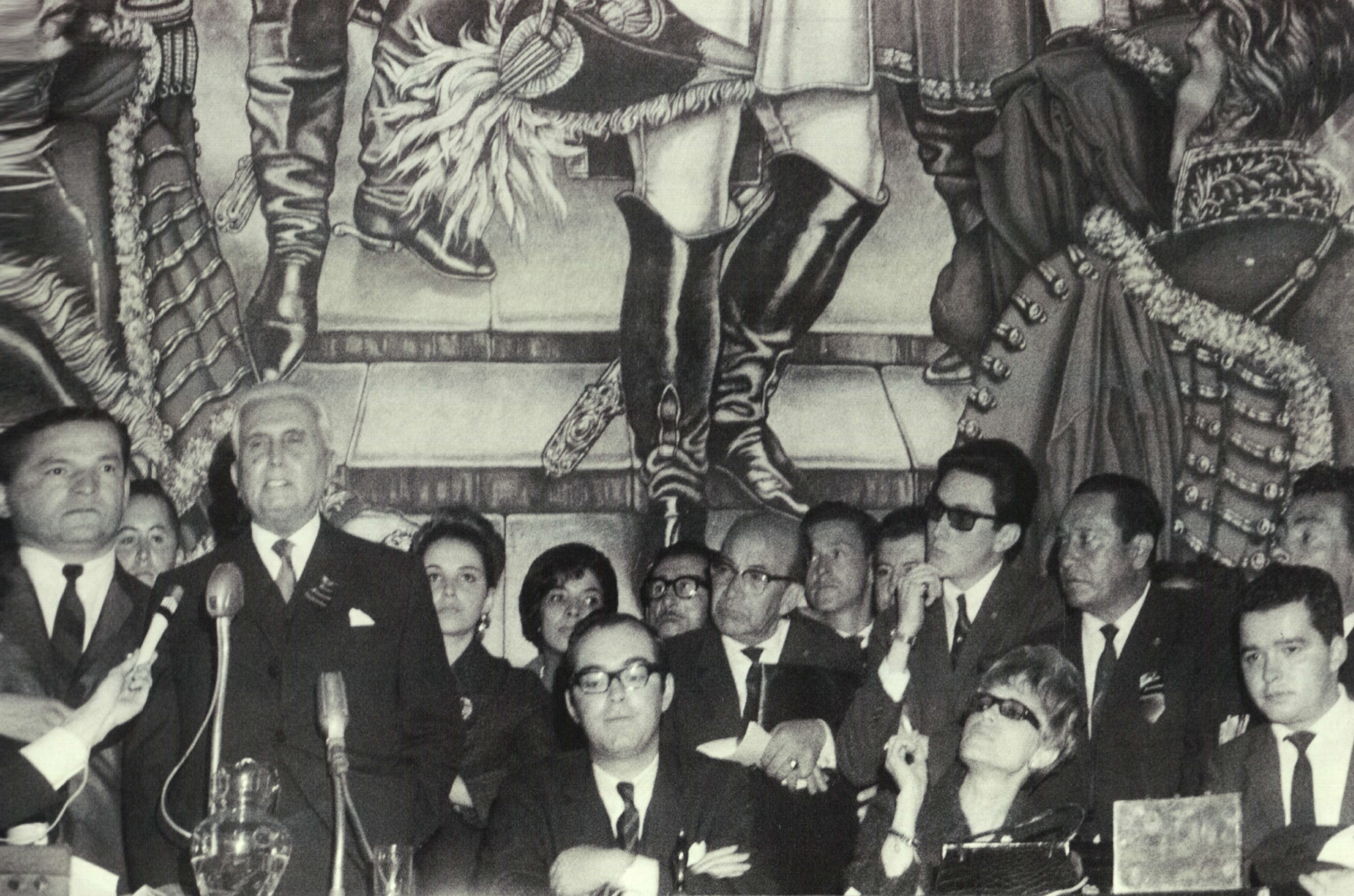
Ospina en el Congreso, finales de los años 60.

La victoria de los antilaureanistas en 1962 terminaron por catapultar la candidatura de Valencia, quien finalmente fue elegido candidato del bipartidismo, y ganó las elecciones presidenciales de ese año, enfrentándose al disidente liberal Alfonso López Michelsen, al disidente conservador Jorge Leyva, y al propio expresidente Gustavo Rojas Pinilla, quien se presentó con el partido Anapo, tras ser absuelto de sus procesos legales.
En 1965, Gómez murió a los 76 años, con lo cual Mariano Ospina resultó como el líder absoluto del conservatismo. Cumpliendo la palabra con los liberales, Ospina no se interpuso en la candidatura de Carlos Lleras Restrepo, pese a que el hijo de Gómez, Álvaro Gómez, intentó sabotear la candidatura liberal. Ya para 1969, Ospina postuló la candidatura de su antiguo mentor, Misael Pastrana Borrero, abogado y periodista, ministro de gobierno de Lleras y en ese momento embajador en Estados Unidos. A la postre Pastrana fue elegido presidente, aunque muy debilitado por el ascenso de Gustavo Rojas Pinilla como líder político bajo su propio partido, la Anapo.

#### Últimos años

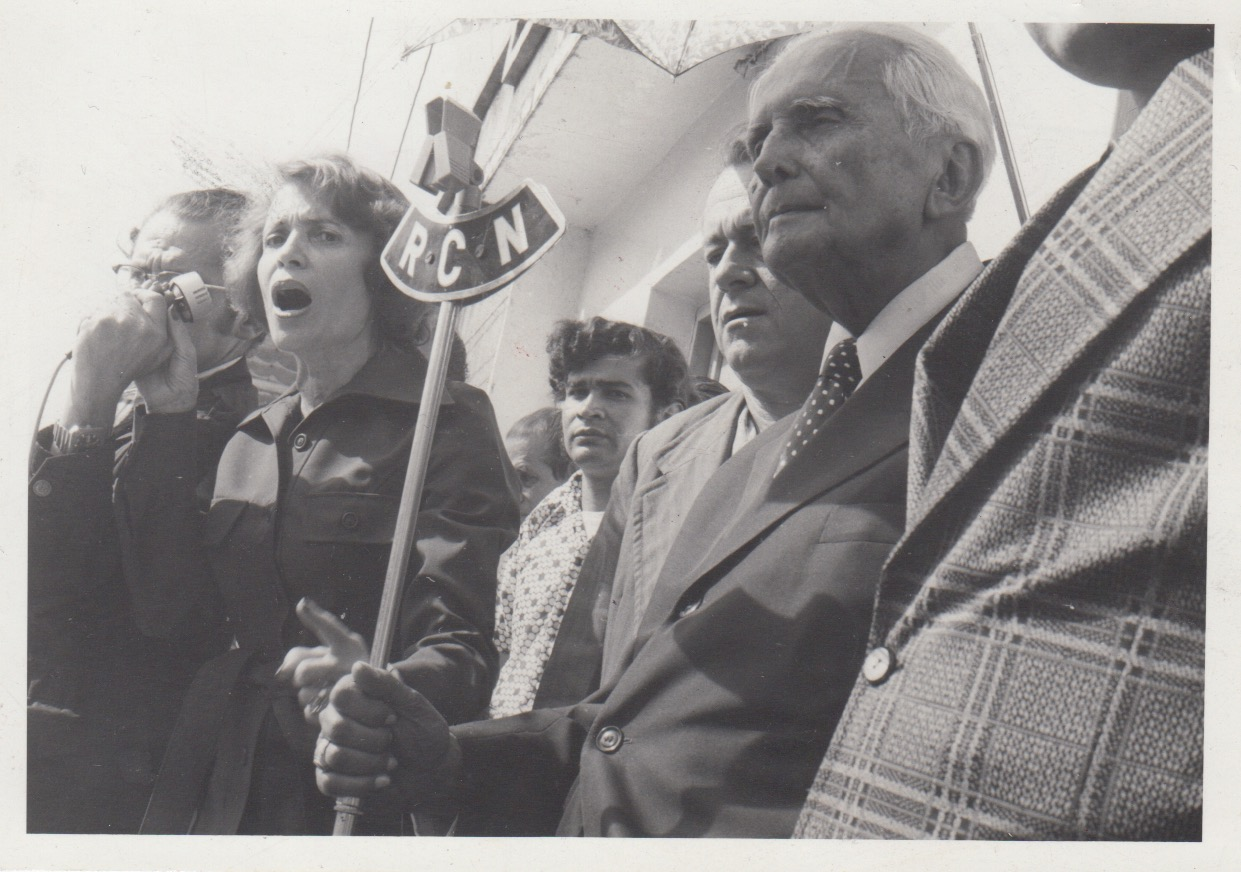
Ospina Pérez y su nuera Olga Duque de Ospina

Ospina siguió estando de gira con le conservatismo, pese a que ya rodeaba los 80 años. Era frecuente verlo en plazas públicas en compañía de su nuera, Olga Duque de Ospina, importante activista del conservatismo, y con su esposa, Bertha Hernández, quien era muy poderosa dentro del conservatismo. 
Su venia le daría al hijo de su antiguo rival, Álvaro Gómez Hurtado, la oportunidad de competir en las elecciones presidenciales de 1974, las primeras desde el establecimiento del Frente Nacional. Sin embargo, Gómez perdió las elecciones ante Alfonso López Michelsen, quien había regresado al oficialismo liberal, y se impuso sin mayores problemas a la candidatura conservadora.

#### Muerte
Mariano Ospina Pérez falleció a las 5ː45 de la tarde un Miércoles Santo del 14 de abril de 1976, a los 84 años, tras una complicación cardiovascular, en su habitación de hospital. Ospina estaba internado desde hacía una semana en la clínica Marly de Bogotá, por una hemorragia intestinal.
Su muerte produjo una controversia en la Iglesia Católica colombiana, ya que según los ritos católicos, no se deben celebrar eucaristías entre el Jueves Santo y el Domingo de Resurrección. La curia colombiana, sin embargo, autorizó los funerales de Ospina, que se realizaron el Jueves Santo al mediodía, en la parroquia Alfonso María de Ligorio, donde la familia Ospina ejercía abierta influencia.

## Vida privada

### Familia

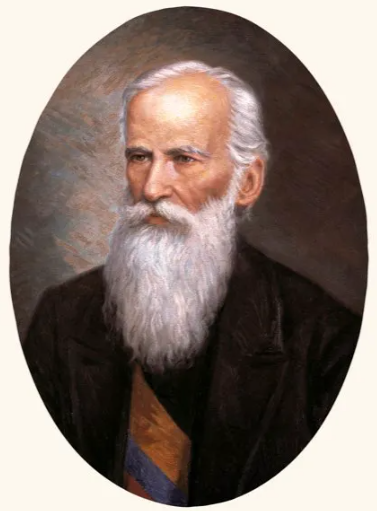
Su abuelo Mariano Ospina Rodríguez

Mariano perteneció a la prestigiosa familia de los Ospina, de la que hicieron parte otros dos presidentes. 
Fue el segundo de los 10 hijos del ingeniero y comerciante Tulio Ospina Vásquez y su esposa Ana Rosa Clara Pérez Puerta. Sus hermanos fueron Mercedes, Sofía, Gabriela, Rafael, Margarita, Tulio, Francisco, Jorge y Ester Ospina Pérez.
Su padre, Tulio Ospina, fue un empresario exitoso, y un hombre de letras. Fundó la Escuela de Minas de Antioquia y la Academia local de Historia, además de sobresalir como empresario del café y la minería. Dos de sus hermanos también sobresalieron en el país, Tulio Ospina Pérez siguió con la empresa familiar, expandiendo el negocio en el ámbito minero; y Sofía Ospina, que fue escritora y poeta.
Su tío, Pedro Nel Ospina fue presidente entre 1922 y 1926. Fue militar, político y cofundador de la empresa Ospina Hermanos, que junto a Tulio, controlaba varios sectores económicos de Colombia. Como presidente Pedro Nel recibió el dinero de la indemnización de Panamá de manos del gobierno estadounidense, invirtiéndolo en el comercio de café.
Su abuelo, Mariano Ospina Rodríguez, fue un prominente político y también llegó a ser presidente entre 1857 a 1861, además de fundar el partido conservador, al que pertenece toda su familia. En su juventud, Ospina Rodríguez perteneció al grupo de amotinados leales a Francisco de Paula Santander, que intentaron asesinar a Simón Bolívar, durante la llamada Conspiración Septembrina, en 1827.

### Matrimonio y descendencia

Ospina y su esposa, Bertha Hernández

Mariano Ospina contrajo matrimonio en Medellín el 26 de julio de 1926 con Bertha Hernández, hija del destacado empresario Antonio María Hernández Suárez y de Mercedes Fernández Echavarría. Bertha fue una de las primeras mujeres en llegar al Senado de Colombia y ejerció mucha influencia durante el gobierno de su marido, y se convirtió en activista por los derechos de las mujeres e importante figura del conservatismo. 
Con Bertha, Mariano tuvo 5 hijosː Su homónimo Mariano, quien fue senador entre 1970 y 1982; Rodrigo; Fernando, político y senador de Colombia; Gonzalo, economista de la Universidad de Harvard y María Clara Ospina Hernández, escritora y política.
Su hijo Fernando se casó con la abogada Olga Duque, que fue ministra de educación para Ernesto Samper, y gobernadora de Huila bajo el gobierno de Alfonso López Michelsen.

### Relación con los Pastrana
Una de las nietas de Mariano Ospina (el hijo mayor de Ospina Pérez) es la periodista Sabrina Nicholls Ospina, quien contrajo matrimonio el 19 de mayo de 2012 con Santiago Pastrana, hijo mayor de Andrés Pastrana, cuyo padre era ahijado de Ospina, el expresidente Misael Pastrana Borrero. 
Además del citado matrimonio, la relación de los Ospina con los Pastrana no acaba allíː Mariano Ospina Pérez apadrinó en su juventud a Misael Pastrana Borrero, a quien convirtió años más tarde en su heredero político. El nexo entre Ospina y su ahijado era tal que cuando Pastrana sufrió quemaduras durante la tragedia aérea Santa Ana, fue el político conservador quien cuidó personalmente junto con su esposa de Pastrana durante su convalecencia. Producto de sus quemaduras, Pastrana quedó para siempre con los nervios faciales afectados, por lo que en sus apariciones, ya de adulto, Pastrana sonreía involuntariamente, ganándose el apodo de La Hiena.
La amistad con Ospina trascendió a la política, siendo Pastrana el defensor de la facción progresista del conservatismo en contravía del radicalismo de ultraderecha de Laureano Gómez. Las facciones rivales fueron entonces el ospino-pastranismo, y el laureano-alvarismo. Pastrana le retornó los cuidados de los que fue objeto en su infancia al anciano Ospina, cuando estaba en sus últimos días.

## Homenajes

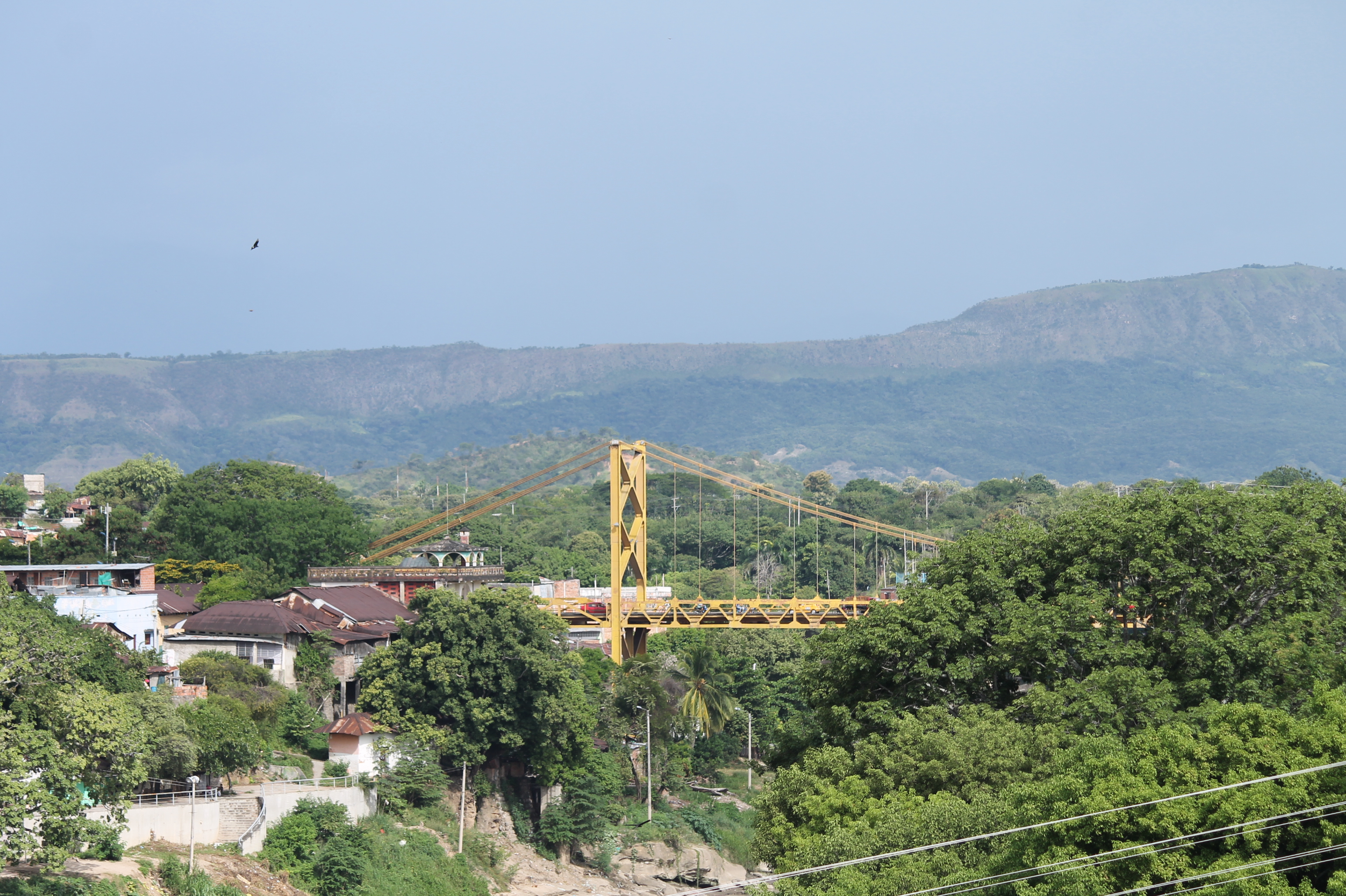
Vista del puente Ospina desde Girardot.

El puente Ospina Pérez es un puente colgante que cruza el río Magdalena, conectando los departamentos de Tolima y Cundinamarca a la altura de Girardot y Flandes. El puente fue inaugurado por el presidente Mariano Ospina Pérez el 5 de enero de 1950 y por eso lleva su nombre. 
En Cúcuta fue nombrado el Puente Mariano Ospina Pérez El Zulia. 
Por su parte entre La Victoria y la Unión, Valle del Cauca, se alza otro puente sobre el  río Cauca. Inicialmente llamado Puente 13 de junio, se inauguró en 1954, y fue llamado así para conmemorar el aniversario de la llegada al poder del general Rojas Pinilla, el 13 de junio de 1953. Con la caída de Rojas, el puente pasó a llamarse como ahora.

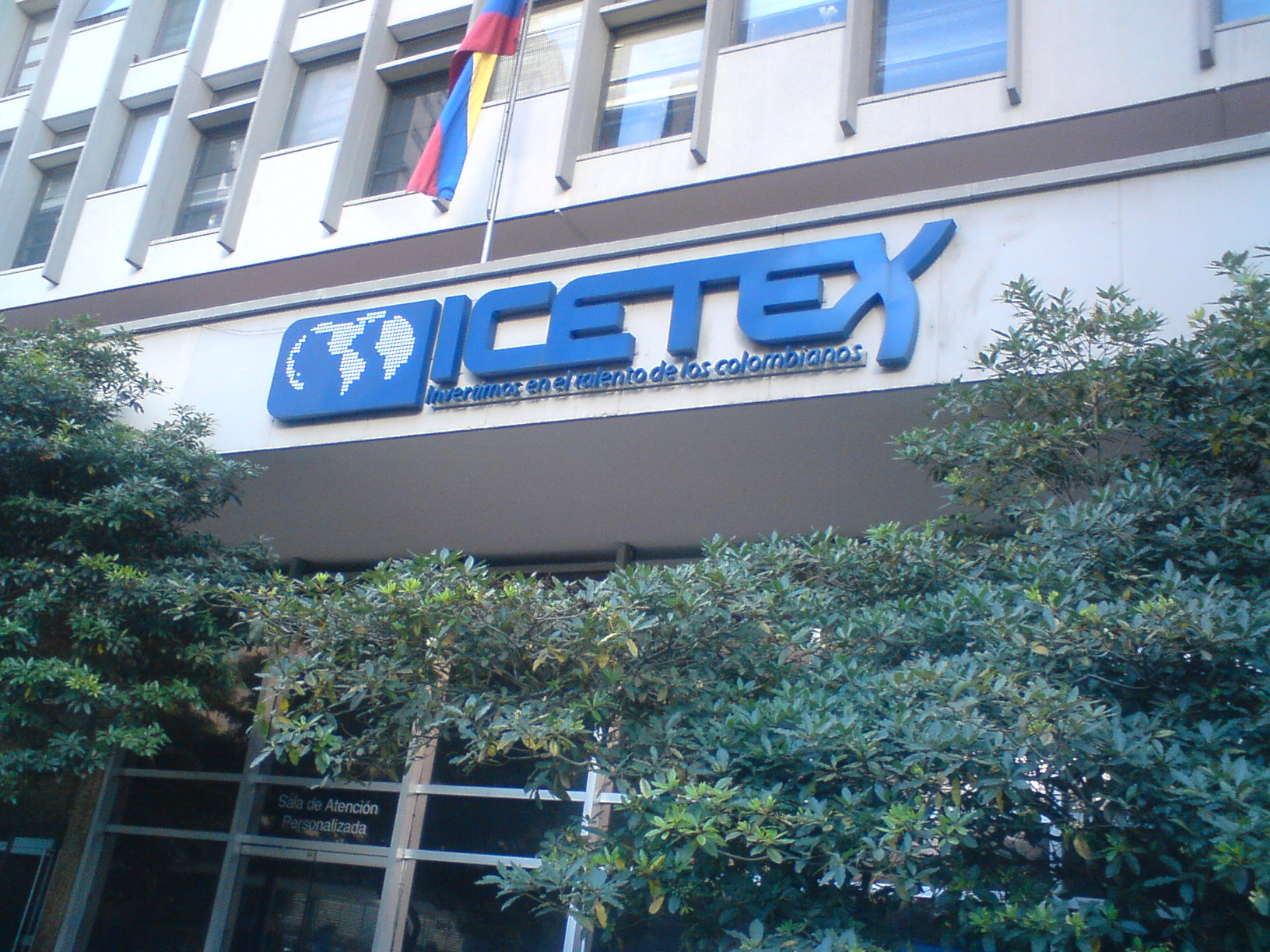
La entidad de crédito educativo ICETEX lleva el nombre de Ospina.

En torno a su figura y su legado, su familia creó la Fundación Mariano Ospina Pérez, la cual administra la casa museo de Ospina conocida como Centro de Memoria, ubicada a pocos metros de la sede del Partido Conservador, en el sector de Park Way, Teusaquillo, en Bogotá.
Por otra parte es menos conocido que la entidad colombiana de créditos educativos Icetex se llama Instituto Colombiano de Crédito Educativo y Estudios Técnicos en el Exterior Mariano Ospina Pérez, llamado así porque fue durante el gobierno de Ospina Pérez que se creó la entidad, el 3 de agosto de 1950, pese a que fue en el gobierno de Roberto Urdaneta que se puso en funcionamiento la entidad en 1952.
La entidad también ofrece un premio en asocio con la fundación Ospina, con la que premia emprendimientos agropecuarios y ambientales. A lo largo del país, especialmente en Medellín (de donde era oriunda su familia), existen diversos monumentos y centros educativos con su nombre. En Tenza (Boyacá)existe una plaza de toros con el nombre del expresidente. 